# 希蒂阿奥泰拉
希蒂阿奥泰拉（Hitiaʻa O Te Ra，亦作Hitiaa O Te Ra）是法国海外集体法屬玻里尼西亞向风群岛行政区的一个市镇，位于大溪地島。

## 地理
希蒂阿奥泰拉（17°36'S, 149°18'W）面积218 平方千米，位于法国海外集体法屬玻里尼西亞向风群岛的大溪地島。
与希蒂阿奥泰拉接壤的市镇包括：东塔亚拉普、泰瓦伊乌塔、帕帕拉、普纳奥亚、马希纳。

## 行政
希蒂阿奥泰拉的邮政编码为98705、98707、98708、98706，INSEE市镇编码为98722。

## 政治
希蒂阿奥泰拉的现任市长为亨利·弗洛尔（Henri Flohr）先生，任期为2020-2026年。

## 人口
希蒂阿奥泰拉于2022年时的人口数量为10,196人。